# Grapevine (fitness)
De Grapevine is een fitnessoefening die meestal bij groepslessen gedaan wordt. De basis voor de oefening is een rechtopstaande positie met de voeten vlak bij elkaar. Het ene been gaat eerst wijd opzij. Dan gaat het andere been erachter langs en raakt de grond voorbij het startbeen dat voorlangs nog een stap opzij maakt. Ten slotte sluit het andere been aan en raakt even de grond waarna de oefening in omgekeerde richting kan worden voortgezet.